# Satz von Lancret
Der Satz von Lancret ist ein Resultat aus der Differentialgeometrie. Er wurde von Michel-Ange Lancret (1774–1807) im Jahre 1802 formuliert. Der erste vollständige Beweis stammt von Barré de Saint-Venant.

## Aussage
Eine dreimal stetig differenzierbare Kurve mit nirgends verschwindender Krümmung ist genau dann eine Böschungslinie, wenn ihre Torsion ein konstantes Vielfaches ihrer Krümmung ist.
Dabei heißt eine Kurve eine Böschungslinie, oder eine verallgemeinerte Helix, wenn ihre Tangenten mit einer fest vorgegebenen Richtung immer denselben Winkel bilden. Ein Beispiel für eine Böschungslinie ist die Schraubenlinie.